# Samuel Mbugua
Samuel Mbugua (1º gennaio 1946) è un ex pugile keniota.

## Palmarès
- Olimpiadi

Monaco 1972: bronzo nei pesi leggeri.